# Jaromír Srubek
Jaromír Srubek (* 21. září 2000, Opava) je český fotbalový obránce, od února 2024 hrající za SFC Opava.

## Klubová kariéra
S fotbalem začal v opavské Slavii, ze které se přesunul do ostravského Baníku, ve kterém nastupoval za mládežnické kategorie.

### FC Baník Ostrava
V akademii Baníku hrál dlouhých devět let. Za kategorii U19 odehrál v 1. dorostenecké lize 13 zápasů, po kterých se přesunul do U19 kategorie Slovácka.

### 1. FC Slovácko
Dne 12. února 2019 přestoupil do tohoto uherskohradištského klubu. Nejdříve nastoupil do 4 zápasů dorostenců, než začal hrát seniorské soutěže. Nastupoval převážně v třetiligové rezervě a celkově odehrál 46 zápasů a vstřelil 4 góly, z toho 12 zápasů v první lize. Debut v nejvyšší soutěži zaznamenal dne 16. prosince 2020 proti Zbrojovce Brno, kdy nastoupil v základní sestavě. V 76. minutě taktéž vstřelil první branku v A-týmu. Za celé trvání angažmá byl 2 roky na hostování.

### MFK Vyškov (hostování)
Dne 5. srpna 2021 šel na sezónní hostování do Vyškova. Nastupoval v téměř každém utkaní a stihl odehrát 23 utkání a odehrát 1 847 minut. Po roce se ve stejném dni domluvili na další roční hostování, ve kterém se mu dařilo více. Odehrál 29 zápasů a vstřelil jednu branku.

### SFC Opava
Dne 13. února 2024 se vrátil hrát do svého rodného města, za tým Slezský FC Opava. Podepsal smlouvu na 3,5 roku. Zde je členem základní sestavy.